# Hafen Ngqura
Der Hafen Ngqura (englisch: Port of Ngqura), auch Hafen Coega, ist der jüngste Frachthafen in Südafrika und wurde am Indischen Ozean errichtet. Das Wort Ngqura entstammt dem Sprachgebrauch der Khoisan und bedeutet „Grundwasser“. Es gibt ferner die Schreibweise Ngqurha und weitere Varianten.
Betreiber und Verwalter für den Hafen ist die staatliche Transnet National Ports Authority.

## Lage und Allgemeines
Der Hafen befindet sich im Mündungsbereich des Coega River in der Algoa-Bucht 20 Kilometer nordöstlich der Stadt Gqeberha.
Die Errichtung des Hafens mit seinen angrenzenden Industrieareale sowie deren Erweiterungsinvestitionen bilden ein von südafrikanischen Regierungsstellen verfolgtes strategisches Ziel. Es dient dem weiteren Ausbau der Industriestruktur in der Provinz Eastern Cape.

## Geschichte
Als Grundlage zum Bau des achten staatlichen Handelshafens beschloss das südafrikanische Parlament den Port of Ngqura Establishment Act (Act No. 77 / 1998). Darin wurde festgelegt, dass die Baukosten durch das Transportunternehmen Transnet Ltd. zu tragen sind.
Erste Arbeiten zum Hafenbau begannen im September 2002. Der Hafen Ngqura ging im Oktober 2009 mit zwei Tiefsee-Anlegeplätzen für Containerschiffe offiziell in Betrieb. Im ersten Betriebsjahr wurden 3,5 Millionen Tonnen Fracht, überwiegend als Containergut, umgeschlagen.

## Hafenanlagen

### Logistikbereich
In den Hafenanlagen kann Containerfracht, Schüttgut und Flüssigmassengut verladen werden. In geringem Umfang ist auch der Umschlag von Stückgut möglich.
Die dazu erforderlichen Leistungen werden von Transnet Port Terminals (TPT) für Container ganzjährig und ganztägig und andere Massengüter werktags für 24 Stunden erbracht.
Die sieben aktiven Piers bieten eine Wassertiefe zwischen 16 und 18 Metern. Sie können eine Einzellänge bis zu 325 Metern erreichen, wo Frachtschiffe mit einer Gesamtlänge von 340 Metern anlegen können. Für den Containerfrachtumschlag sind vier Verladestellen, für Schüttgut und Stückgut zwei und für Flüssigmassengüter eine Verladestation vorhanden.
Der Hafen ist als Schwerpunktverladeort für Manganerzkonzentrate aus dem Bergbaugebiet im Norden Südafrikas (um Hotazel) konzipiert, um die hauptsächlich dem Eisenerztransport dienende Strecke Sishen-Saldanha Bay zu entlasten. In diesem Zusammenhang kommt es zu weiteren Investitionen im Manganerzbergbau, der Energieversorgung und dem Eisenbahnstreckenbau um Hotazel.

### Coega Industrial Development Zone
An den Hafen grenzt eine 11.000 Hektar große Fläche für Industrieansiedlungen an, die bis 2012 teilweise mit ihrem Kernkomplex (Core) von etwa 6.500 Hektar erschlossen war. Dieses Areal trägt die Bezeichnung Coega Industrial Development Zone (IDZ), deutsch etwa Coega Industrie-Entwicklungs-Zone, und dient exportorientierten Unternehmensansiedlungen. Sie wird von der staatlichen Coega Development Corporation (CDC) geführt. Enge Verflechtungen bestehen zum Nelson Mandela Bay Logistics Park (NMBLP) in Uitenhage, das größte Automotive-Zentrum auf dem afrikanischen Kontinent.
Die Großprojekte von Manganschmelzanlagen (Ferromangan) und eines Aluminiumverarbeitungswerkes werden von der Coega IDZ unterstützt und gefördert. Die entsprechende Basis dafür bildet die Entwicklung des Manganerzbergbaus in der Provinz Northern Cape um Kuruman und Hotazel.
Zu den Entwicklungsschwerpunkten in der Coega IDZ gehören:
- Metalle / metallurgische Produkte: Ferrochrom, Edelstahl, Walzwaren aus Eisen und Edelstahl, Aluminiumaufbereitung,
- Textilsektor: Flachs, Woll- und Mohair-Produkte
- Kraftfahrzeugbau: kraftfahrzeugtechnische Komponenten, Anlagentechnik
- Unternehmensnahe Dienstleistungen: Dienstleistungen für externe Prozesse und Telefonberatungsservice
- Chemieprodukte: Petrochemische Produkte, Chlor
- Energie: Flüssigerdgas (LNG)

## Verkehrsanbindungen
Über die Nationalstraße N2 mit einer eigenen Zufahrtsstraße ist das Hafenareal für den Straßenverkehr erschlossen. Es besteht ein Gleisanschluss, der von hier nach Port Elizabeth führt und von da in das nationale Schienennetz eingebunden ist.
Der Chief Dawid Stuurman International Airport ist 22 Kilometer vom Hafengebiet entfernt.
Transnet tätigt und plant unter dem Namen manganese-corridor project weitere Investitionen zur Verbesserung des Schwergütertransportes aus den Bergbaugebieten im Norden des Landes. Insbesondere geht es um den Ausbau des bestehenden Schienennetzes, um Achslasten von bis zu 26 Tonnen mit 200-Waggon-Zügen möglich zu machen. Die Hauptlinie führt aus der Region Hotazel über Postmasburg, Kimberley, De Aar und Cradock zur Coega Industrial Development Zone am Indischen Ozean. Der Streckenausbau erfolgt parallel mit der Errichtung weiterer Terminalkomponenten im Exporthafen Ngqura und soll Mitte 2017 abgeschlossen sein.[veraltet] Zu diesem Zeitpunkt ist der beabsichtigte Ausbau einer jährlichen Transportkapazität von anfänglich 5,5 Millionen Tonnen bis zu 12 Millionen Tonnen vorgesehen. Dazu werden 10,8 Milliarden Rand in den Zeitabschnitten 2012/13 und 2018/19 von Transnet Freight Rail für den Ausbau von Strecken und Fahrzeugtechnik bereitgestellt. Der manganese-corridor bildet dadurch das dritte nationale Infrastrukturgroßprojekt im Güterfrachtverkehrbereich von Transnet. Zusätzlich werden einige Einrichtungen vom Hafen Port Elizabeth nach Coega verlagert.

## Umwelt und Geologie
Im Zuge der Errichtung von Werksanlagen auf dem Gebiet der Coega Industrial Development Zone interessierten sich Paläontologen für die bei den Tiefbauarbeiten umfassend erschlossenen und fossilreichen marinen Küstensedimente aus der Kreidezeit und dem Neogen.